# Cavnic
Cavnic is een stad (oraș) in het Roemeense district Maramureș. De stad telt 5205 inwoners (2002).

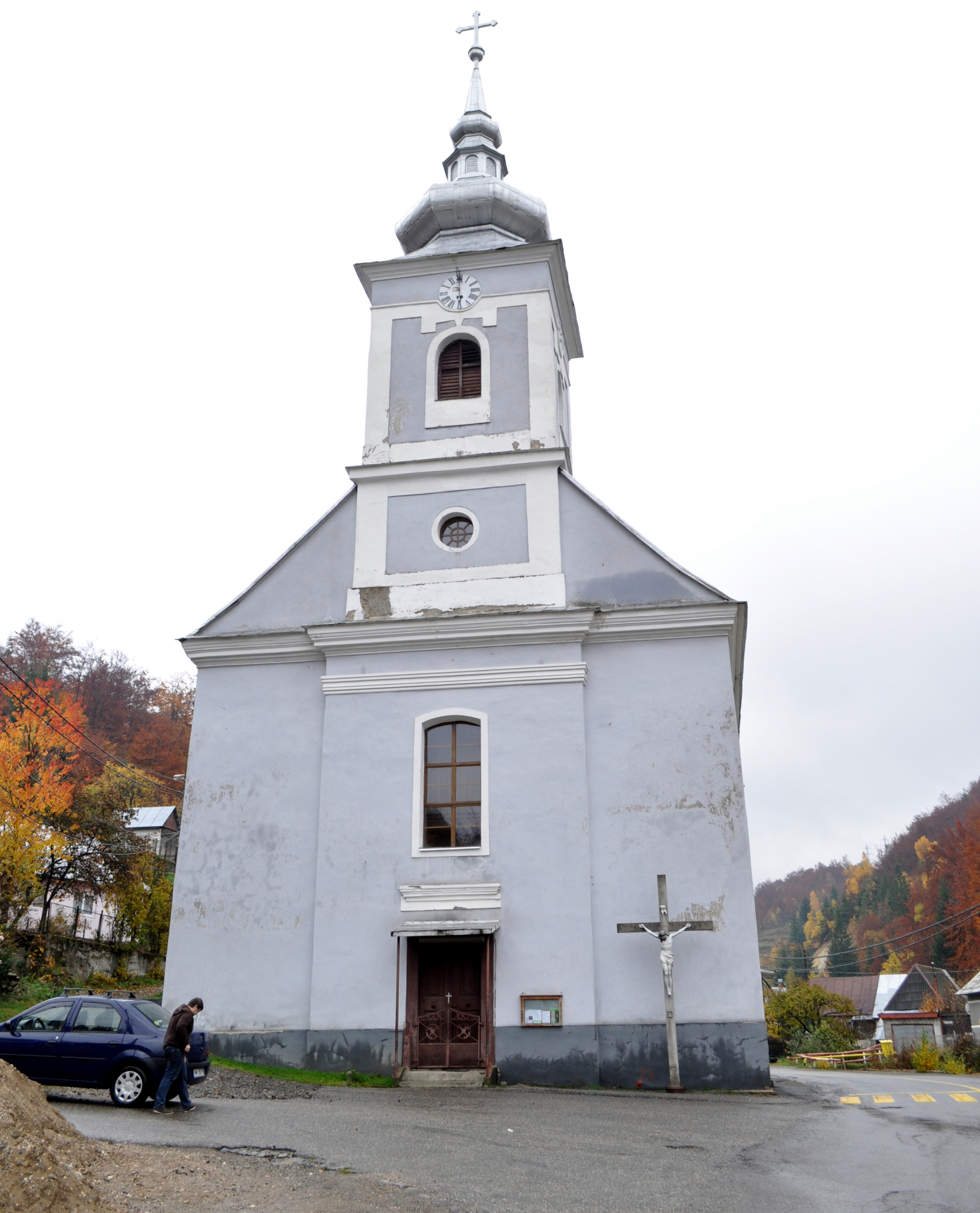
Kerk